# Black Roses (calcio)
Il Black Roses è una squadra di calcio delle Samoa Americane, con sede a Pago Pago, capitale del Paese.
Ha vinto un titolo nazionale, precisamente nel 2009.

## Palmarès
- Campionato di calcio delle Samoa Americane: 1

2009